# Ingela Olsson
Ingela Olsson (Nybro, 28 de febrero de 1958) es una actriz sueca de cine, teatro y televisión.

## Biografía
Olsson se interesó en actuar después de un curso en el Sindicato de Educación de los Trabajadores en Kalmar. A los dieciocho años, Olsson viajó a 
París y se inspiró en el ambiente teatral del Théâtre du Soleil y otras instituciones. Cuando regresó a Suecia, cofundó Teater Sargasso en Estocolmo en 1980 junto con Rickard Günther, entre otros. El grupo llevó a cabo sus actividades de forma colectiva y los actores se dirigieron entre sí. También se invitó a representantes de otras instituciones como Odinteatret en Oslo inspirados por Jerzy Grotowski. Cuando Sargasso fue despedida, trabajó como autónoma en el Pistol Theatre, entre otros lugares, antes de reunirse con Rickard Günther en 1989 en Teater Galeasen. Allí recibió atención por, entre otras cosas, producciones como Änglar eller Soporna, staden och döden (1995) de Fassbinder y Solitärer (1996). Ha actuado como invitada en el City Theatre, Park Theatre, Orion Theatre y Radio Theatre de Estocolmo.
En Dramaten, interpretó a Kristin en 2005 en la producción de Thommy Berggren, Miss Julie contra Maria Bonnevie (Julie) y Mikael Persbrandt (Jean). También ha trabajado en estrecha colaboración con Sara Stridsberg en el escenario real. En 2006 interpretó el papel principal en Valerie Solanas ska bli president i Amerika de Stridberg, y en 2009 dirigió Medealand. En el otoño de 2012, interpretó a la Reina Cristina de Suecia en el estreno mundial de la obra de Stridsberg, Dissekering av ett snöfall, escrita directamente para Olsson. En 2011, hizo el monólogo de Joan Didion Ett år av magiskt tänkande en el Galeasen. Ha sido parte del conjunto permanente de Dramaten desde 2012.
Olsson también ha realizado algunos papeles televisivos como enfermera con experiencia en la antigua RDA en varios episodios de Rederiet (1993), doctora en Järnvägshotellet (2003), enfermera sarcástica en C/o Segemyhr (2003), además de papeles como madre adoptiva en la serie de televisión En ö i havet (2003). En 2008 fue vista como la amiga deSelma Lagerlöf, Valborg Olander, en Selma. Hizo su debut cinematográfico en 1989 con Ömheten de Annika Silkeberg.
Olsson fue nominada a un Golden Bug en la categoría de mejor actriz de reparto por su interpretación de Inger en Så som i himmelen  en 2004. En 2018, recibió el premio Drama Prize O'Neill Scholarship.

## Filmografía

### Cine y televisión
- 1989 — Ömheten
- 1993 — Rederiet
- 1996 —  Lögn
- 1997 — Emma åklagare (invitada)
- 1997 — Min vän shejken i Stureby
- 1998 — Kvinnan i det låsta rummet
- 2000 — Dubbel-8
- 2000 — Skärgårdsdoktorn (invitada)
- 2001 — Hans och hennes
- 2001 — Beck - Hämndens pris
- 2002 — Skeppsholmen (invitada)
- 2002 — Askungen II - Drömmen slår in (voz)
- 2003 — Järnvägshotellet
- 2003 — Detaljer
- 2003 — En ö i havet
- 2003 — C/o Segemyhr
- 2004 — Så som i himmelen
- 2007 — August
- 2008 — En låda full av minnen
- 2008 — Selma
- 2009 — Så olika
- 2013 — Den som söker
- 2014 — Tommy
- 2016 — Fröken Frimans krig
- 2016 — Maria Wern - Dit ingen når
- 2016 — Bamse och häxans dotter (voz)
- 2017 — Jordskott
- 2018 — Det som göms i snö
- 2018 — Vår tid är nu
- 2021 — Young Royals
- 2021 — Sagan om Karl-Bertil Jonssons julafton

### Teatro
| Año  | Rol                                              | Producción                                                       | Director              | Teatro                 |
| ---- | ------------------------------------------------ | ---------------------------------------------------------------- | --------------------- | ---------------------- |
| 1995 |                                                  | Änglar, eller Soporna, staden och döden Rainer Werner Fassbinder | Rickard Günther       | Teater Galeasen        |
| 1997 | Fräulein Kost                                    | Cabaret John Kander, Fred Ebb, Joe Masteroff                     | Åsa Kalmér            | Parkteatern            |
| 1998 | Lindsay Fontaine                                 | Makten och härligheten David Hare                                | Benny Fredriksson     | Stockholms stadsteater |
| 2001 | Bondens hustru Hora Kvinnan i klädbutiken Modern | Komisk talang Alan Ayckbourn                                     | Agneta Ehrensvärd     | Dramaten               |
| 2003 | Marknadsutroparen Mormodern                      | Woyzeck Georg Büchner                                            | Stefan Larsson        | Dramaten               |
| 2004 | Pa                                               | Tre knivar från Wei Harry Martinson                              | Staffan Valdemar Holm | Dramaten               |
| 2005 | Kristin                                          | Fröken Julie August Strindberg                                   | Thommy Berggren       | Dramaten               |
| 2006 | Valerie Solanas                                  | Valerie Jean Solanas ska bli president i Amerika Sara Stridsberg | Klaus Hoffmeyer       | Dramaten               |
| 2007 | Masja                                            | Måsen Anton Tjechov                                              | Stefan Larsson        | Dramaten               |
| 2010 | Barbara Fordham                                  | En familj - August: Osage County Tracy Letts                     | Stefan Larsson        | Dramaten               |
| 2012 | Drottningen                                      | Dissekering av ett snöfall Sara Stridsberg                       | Tatu Hämäläinen       | Dramaten               |
| 2013 | Brooke Wyeth                                     | Other desert cities Jon Robin Baitz                              | Stefan Larsson        | Dramaten               |
| 2014 | Queen Elizabeth                                  | Rickard III William Shakespeare                                  | Stefan Larsson        | Dramaten               |
| 2014 |                                                  | Ett år av magiskt tänkande Joan Didion                           | Tatu Hämäläinen       | Dramaten               |
| 2015 | Grevinnan de Saint-Fond                          | Markisinnan de Sade Yukio Mishima                                | Stefan Larsson        | Dramaten               |
| 2016 | Prästen                                          | I lodjurets timma Per Olov Enquist                               | Johannes Holmen Dahl  | Dramaten               |
| 2016 | Mariedl                                          | Presidenterna Werner Schwab                                      | Staffan Valdemar Holm | Dramaten               |
| 2017 | Petra von Kant                                   | Petra von Kants bittra tårar Rainer Werner Fassbinder            | Sunil Munshi          | Dramaten               |
| 2017 | Drottning Elizabeth                              | Rickard III William Shakespeare                                  | Stefan Larsson        | Dramaten               |
| 2018 | Margareta                                        | Höst och vinter Lars Norén                                       | Stefan Larsson        | Dramaten               |
| 2018 |                                                  | De oroliga Linn Ullmann                                          | Pernilla August       | Dramaten               |
| 2019 | Fedra                                            | Fedra/Hippolytos Tora von Platen                                 | Tatu Hämäläinen       | Dramaten               |
| 2020 |                                                  | Kvinnostaden Christine de Pizan                                  | Staffan Valdemar Holm | Dramaten               |
| 2021 |                                                  | Den yttersta minuten Mattias Andersson                           | Mattias Andersson     | Dramaten               |
| 2021 | Klytaimnestra                                    | Elektra Hugo von Hofmannsthal                                    | Michael Thalheimer    | Dramaten               |

## Premios y reconocimientos
- Teateråret 2004 – Expressens teaterpris
- Teateråret 2007 – Dramatens vänners stipendium
- Teateråret 2011 – Svenska Dagbladets Thaliapris por Ett år av magiskt tänkande.[3]
- 2014 – Litteris et Artibus[5]